# Laurence Olivier Awards 2015
Die 39. Laurence Olivier Awards 2015 wurden am Sonntag, 12. April 2015 im Royal Opera House in London von der Society of London Theatre vergeben, um herausragende Theater- und Musicalproduktionen zu würdigen. Ausgezeichnet wurden Produktionen der Theatersaison 2014/2015, die zwischen dem 26. Februar 2014 und dem 25. Februar 2015 in einem Theater Premiere hatten, das durch die Mitgliedschaft der Society of London Theatre vertreten ist, sofern sie mindestens 30 Mal aufgeführt wurden. Die Preisverleihung wurde von Lenny Henry moderiert und die Highlights der Preisverleihung wurden nachträglich bei ITV im Fernsehen übertragen.

## Hintergrund
Der Laurence Olivier Award (auch Olivier Award) ist ein seit 1976 jährlich vergebener britischer Theater- und Musicalpreis. Er gilt als höchste Auszeichnung im britischen Theater und ist vergleichbar mit dem Tony Award am amerikanischen Broadway. Verliehen wird die Auszeichnung von der Society of London Theatre. Ausgezeichnet werden herausragende Darsteller und Produktionen einer Theatersaison, die im Londoner West End zu sehen waren. Die Auszeichnungen hießen zunächst Society of West End Theatre Awards und wurden 1985 zu Ehren des renommierten britischen Schauspielers Laurence Olivier in Laurence Olivier Awards umbenannt. Die Nominierten und Gewinner der Laurence Olivier Awards „werden jedes Jahr von einer Gruppe angesehener Theaterfachleute, Theaterkoryphäen und Mitgliedern des Publikums ausgewählt, die wegen ihrer Leidenschaft für das Londoner Theater“ bekannt sind.

## Gewinner und Nominierte
Die Nominierungen wurden am 9. März 2015 in 28 Kategorien bekannt gegeben.
| Bestes neues Theaterstück | Bestes neues Musical |
| --- | --- |
| - King Charles III von Mike Bartlett – Almeida Theatre / Wyndham’s Theatre - Taken at Midnight von Mark Hayhurst – Theatre Royal Haymarket - The Nether von Jennifer Haley – Duke of York’s Theatre - Wolf Hall and Bring up the Bodies von Hilary Mantel, adaptiert von Mike Poulton – Aldwych Theatre | - Sunny Afternoon – Hampstead Theatre / Harold Pinter Theatre - Beautiful – Aldwych Theatre - Here Lies Love – National Theatre Dorfman - Memphis – Shaftesbury Theatre |
| Beste Wiederaufnahme Theaterstück | Beste Wiederaufnahme Musical |
| - A View from the Bridge – Young Vic Theatre / Wyndham’s Theatre - A Streetcar Named Desire – Young Vic Theatre - My Night with Reg – Donmar Warehouse / Apollo Theatre - Skylight – Wyndham’s Theatre - The Crucible – Old Vic Theatre | - City of Angels – Donmar Warehouse - Cats – London Palladium - Miss Saigon – Prince Edward Theatre - Porgy and Bess – Regent’s Park Open Air Theatre |
| Beste neue Comedy | Bestes Entertainment |
| - The Play That Goes Wrong von Henry Lewis, Jonathan Sayer und Henry Shields – Duchess Theatre - Handbagged von Moira Buffini – Vaudeville Theatre - Shakespeare in Love von Marc Norman / Tom Stoppard, adaptiert von Lee Hall – Noël Coward Theatre | - La Soirée – La Soirée Spiegeltent - Dance ’til Dawn – Aldwych Theatre - Hetty Feather – Vaudeville Theatre |
| Bester Darsteller Theaterstück | Beste Darstellerin Theaterstück |
| - Mark Strong als Eddie Carbone in A View from the Bridge – Young Vic Theatre / Wyndham’s Theatre - Richard Armitage als John Proctor in The Crucible – Old Vic Theatre - James McAvoy als Jack Gurney in The Ruling Class – Trafalgar Studio 1 - Tim Pigott-Smith als King Charles III in King Charles III – Almeida Theatre / Wyndham’s Theatre | - Penelope Wilton als Irmgard Litten in Taken at Midnight – Theatre Royal Haymarket - Gillian Anderson als Blanche DuBois in A Streetcar Named Desire – Young Vic Theatre - Kristin Scott Thomas als Electra in Electra – Old Vic Theatre - Imelda Staunton als Margie Walsh in Good People – Hampstead Theatre / Noël Coward Theatre                                                 |
| Bester Darsteller Musical | Beste Darstellerin Musical |
| - John Dagleish als Ray Davies in Sunny Afternoon – Hampstead Theatre / Harold Pinter Theatre - Jon Jon Briones als The Engineer in Miss Saigon – Prince Edward Theatre - Brandon Victor Dixon als Haywood Patterson in The Scottsboro Boys – Garrick Theatre - Killian Donnelly als Huey Calhoun in Memphis – Shaftesbury Theatre | - Katie Brayben als Carole King in Beautiful – Aldwych Theatre - Gemma Arterton als Rita O’Grady in Made in Dagenham – Adelphi Theatre - Tamsin Greig als Pepa Marcos in Women on the Verge of a Nervous Breakdown – Playhouse Theatre - Beverley Knight als Felicia Farrell in Memphis – Shaftesbury Theatre                                                                         |
| Bester Nebendarsteller Theaterstück | Beste Nebendarstellerin Theaterstück |
| - Nathaniel Parker als Henry VIII of England in Wolf Hall and Bring up the Bodies – Aldwych Theatre - David Calder als Doyle in The Nether – Duke of York’s Theatre - Richard Goulding als Prince Harry in King Charles III – Almeida Theatre / Wyndham’s Theatre - John Light als Dr. Conrad in Taken at Midnight – Theatre Royal Haymarket | - Angela Lansbury als Madame Arcati in Blithe Spirit – Gielgud Theatre - Jaime Adler, Zoe Brough, Perdita Hibbins und Isabella Pappas als Iris in The Nether – Duke of York’s Theatre - Phoebe Fox als Catherine Carbone in A View from the Bridge – Young Vic Theatre / Wyndham’s Theatre - Lydia Wilson als Princess Kate in King Charles III – Almeida Theatre / Wyndham’s Theatre |
| Bester Nebendarsteller Musical | Beste Nebendarstellerin Musical |
| - George Maguire als Dave Davies in Sunny Afternoon – Hampstead Theatre / Harold Pinter Theatre - Rolan Bell als Delray in Memphis – Shaftesbury Theatre - Ian McIntosh als Barry Mann in Beautiful – Aldwych Theatre - Jason Pennycooke als Bobby in Memphis – Shaftesbury Theatre | - Lorna Want als Cynthia Weil in Beautiful – Aldwych Theatre - Samantha Bond als Muriel Eubanks in Dirty Rotten Scoundrels – Savoy Theatre - Haydn Gwynne als Lucia in Women on the Verge of a Nervous Breakdown – Playhouse Theatre - Nicole Scherzinger als Grizabella in Cats – London Palladium                                                                                   |
| Bester Regisseur / Beste Regisseurin | Bester Choreograph / Beste Choreographin |
| - Ivo van Hove für A View from the Bridge – Young Vic Theatre / Wyndham’s Theatre - Rupert Goold für King Charles III – Almeida Theatre / Wyndham’s Theatre - Jeremy Herrin für Wolf Hall and Bring up the Bodies – Aldwych Theatre - Josie Rourke für City of Angels – Donmar Warehouse | - Sergio Trujillo für Memphis – Shaftesbury Theatre - Jerry Mitchell für Dirty Rotten Scoundrels – Savoy Theatre - Annie-B Parson für Here Lies Love – National Theatre Dorfman - Josh Prince für Beautiful – Aldwych Theatre |
| Bester Bühnenbildner / Beste Bühnenbildnerin | Bester Kostümdesigner / Beste Kostümdesignerin |
| - Es Devlin für The Nether – Duke of York’s Theatre - Bunny Christie für Made in Dagenham – Adelphi Theatre - Robert Jones für City of Angels – Donmar Warehouse - Jan Versweyveld für A View from the Bridge – Young Vic Theatre / Wyndham’s Theatre | - Christopher Oram für Wolf Hall and Bring up the Bodies – Aldwych Theatre - Robert Jones für City of Angels – Donmar Warehouse - Paul Tazewell für Memphis – Shaftesbury Theatre - Alejo Vietti für Beautiful – Aldwych Theatre |
| Bester Lichtdesigner / Beste Lichtdesignerin | Bester Sounddesigner / Beste Sounddesignerin |
| - Howard Harrison für City of Angels – Donmar Warehouse - Jon Clark für King Charles III – Almeida Theatre / Wyndham’s Theatre - Paule Constable / David Plater für Wolf Hall and Bring up the Bodies – Aldwych Theatre - Jan Versweyveld für A View from the Bridge – Young Vic Theatre / Wyndham’s Theatre | - Gareth Owen für Memphis – Shaftesbury Theatre - Tom Gibbons für A View from the Bridge – Young Vic Theatre / Wyndham’s Theatre - Matt McKenzie für Sunny Afternoon – Hampstead Theatre / Harold Pinter Theatre - Brian Ronan für Beautiful – Aldwych Theatre |
| Herausragende Leistungen Musik | |
| - Ray Davies für die Liedtexte un Musik von Sunny Afternoon – Hampstead Theatre / Harold Pinter Theatre - David Bryan für die Liedtexte und Musik, Joe DiPietro für die Liedtexte und das Buch, Tim Sutton für die musikalische Leitung und die Band von Memphis – Shaftesbury Theatre - David Byrne für Konzeption, Liedtexte und Vertonung und Fatboy Slim für die Vertonung Here Lies Love – National Theatre Dorfman - Das Orchester für Beautiful – Aldwych Theatre | |
| Herausragende Leistungen Ballett | Beste neue Ballettproduktion |
| - Crystal Pite für die Choreographie von A Picture of You Falling, The Tempest Replica und Polaris, The Associates – Sadler’s Wells Theatre - Rocío Molina in Bosque Ardora, Dance Umbrella – Barbican Centre - The Elders Project, Elixir Festival – Sadler’s Wells Theatre - Christopher Wheeldon für die Choreographie von The Winter’s Tale, The Royal Ballet – Royal Opera House                                                                                    | - 32 rue Vandenbranden, Peeping Tom – Barbican Centre - Juliet and Romeo, Royal Swedish Ballet – Sadler’s Wells Theatre - Tabac Rouge, La Compagnie du Hanneton – Sadler’s Wells Theatre |
| Herausragende Leistungen Oper | Beste neue Opernproduktion |
| - Richard Jones für die Reid von Rodelinda / La fanciulla del West / Die Meistersinger von Nürnberg, English National Opera – London Coliseum - Das Ensemble von Moses und Aron, Welsh National Opera – Royal Opera House - Jonas Kaufmann in Andrea Chénier / Manon Lescaut, The Royal Opera – Royal Opera House - L’Orfeo / L’Ormindo, Roundhouse / Sam Wanamaker Playhouse – Early Opera Company / Royal Opera House                                                  | - Die Meistersinger von Nürnberg, English National Opera – London Coliseum - Benvenuto Cellini, English National Opera – London Coliseum - Dialogues des Carmélites, The Royal Opera – Royal Opera House - Die Frau ohne Schatten, The Royal Opera – Royal Opera House |
| Herausragende Theaterleistungen | |
| - Bull – Young Vic Theatre - Four Minutes Twelve Seconds – Hampstead Downstairs - Tanya Moodie in Intimate Apparel – Park Theatre / The Home That Will Not Stand – Tricycle Theatre - Juma Sharkah in Liberian Girl – Jerwood Upstairs, Royal Court | |
| Zuschauerpreis für die beliebteste Show | |
| - Wicked – Apollo Victoria Theatre - Billy Elliot – Victoria Palace Theatre - Jersey Boys – Piccadilly Theatre - Matilda – Cambridge Theatre | |

## Sonderpreise
| Kategorie                         | Preisträger                     |
| --------------------------------- | ------------------------------- |
| Sonderpreis der Society of London | - Sylvie Guillem - Kevin Spacey |

## Statistik

### Mehrfache Nominierungen
- 9 Nominierungen: Memphis
- 8 Nominierungen: Beautiful
- 7 Nominierungen: A View from the Bridge
- 6 Nominierungen: King Charles III
- 5 Nominierungen: City of Angels, Sunny Afternoon, Wolf Hall und Bring up the Bodies
- 4 Nominierungen: The Nether
- 3 Nominierungen: Here Lies Love, Taken at Midnight
- 2 Nominierungen: A Streetcar Named Desire, Cats, Dirty Rotten Scoundrels, Made in Dagenham, Miss Saigon, The Crucible, The Mastersingers of Nuremberg, Women on the Verge of a Nervous Breakdown

### Mehrfache Gewinne
- 4 Gewinne: Sunny Afternoon
- 3 Gewinne: A View from the Bridge
- 2 Gewinne: Beautiful, City of Angels, Memphis, The Mastersingers of Nuremberg, Wolf Hall und Bring up the Bodies